# Jorge Mosquera
Jorge Mosquera (* 22. April 1990 in Condoto, Kolumbien) ist ein zurzeit vereinsloser kolumbianischer Fußballspieler.

## Karriere
Er begann seine Karriere in Kolumbien bei Dépor FC in Jamundí und wechselte 2008 zum früheren kolumbianischen Meister Deportivo Pasto. Dort blieb er allerdings nur ein halbes Jahr und kehrte zu Dépor FC zurück. Dort spielte er ebenfalls nur ein weiteres halbes Jahr und wechselte dann nach Paraguay zum Club 2 de Mayo, wo er ein Jahr spielte, ehe er zum SC Paderborn 07 wechselte und dort bis 2011 unterschrieb. Am 29. September 2011 wurde sein Vertrag jedoch fristlos gekündigt, nachdem er in eine Schlägerei in einer Paderborner Diskothek verwickelt war. Die Kündigung wurde inzwischen zurückgenommen.